# Eduard Erdelmann
Johann Eduard Erdelmann, meestal genoteerd als Ed. Erdelmann, (Barmen, 1 maart 1865 – Dordrecht, 27 december 1950) was een Nederlands violist, dirigent, componist en muziekpedagoog van Duitse komaf.

## Loopbaan
Hij was zoon van Eduard Erdelmann en Sophie Strauch. Hijzelf was getrouwd met Julia Maria Beerbaum. In 1911 liet hij zich tot Nederlander naturaliseren. Kleinzonen Friedel en Walter Erdelmann leerden respectievelijk viool en cello, maar maakten daarvan niet hun beroep.
Hij kreeg zijn muzieklessen aan het conservatorium van Keulen. Hij volgde lessen in piano bij Hompesch, viool bij Japha, harmonieleer en contrapunt bij Ferdinand Hiller en Jensen, docenten die eerder Engelbert Humperdinck hadden lesgegeven. Vervolgens werd hij concertmeester van het Gürzenich-Orchester (1880-1887), waar docent Hiller dirigent was. Hij werd in Dordrecht benoemd tot dirigent van Toonkunstkoor Dordrecht en docent aan de plaatselijke muziekschool, waarvan hij van 1905 ook directeur werd. In 1888 was hij opvolger van Willem Kes als dirigent van de Orchest Vereeniging Dordrecht. Hij zou er 50 jaar voor werken en werd bij zijn afscheid benoemd tot ereburger van Dordrecht (1938). Voorts was hij de eerste violist in het plaatselijk strijkkwartet en jurylid bij menige wedstrijd.
Van zijn hand verscheen ook een aantal werken. Zijn kleine werklijst bevat
- Waar gij heen gaat
- Een daagje naar zee
- Het Dordrechtse padvinsterslied voor zangstem en piano (tekst Everard Hendrik Lebret, koopman)
- Het dorpsfeest, een cantate voor solisten jongens- en meisjeskoor en piano of orkest (tekst E.H. Lebret)
- Aan de Toonkunst, voor gemengd koor
- Aan Duifje uit de taveerne voor mannenkoor of dubbel mannenkwartet
- Wagenrennem in het hippodroom voor mannenkoor (tekst E.H. Lebret)
- opus 6: Wir Deutsche fürchten Gott, sonst nichts auf dieser Welt
- opus 12: Trauungsgesang, een huwelijkshymne voor drie vrouwenstemmen/vrouwenkoor met piano of orgel
- opus 14: Wees één, O volk van Nederland voor vierstemmig mannenkoor (tekst J.J. de Ruyter)
- opus 18: Mariska, het zigeunermeisje, kinderoperette
- opus 20: Morgenlied, voor gemengd a capella koor (tekst E.H. Lebret)
- opus 21: Wiegeliedje, voor gemengd a capella koor (tekst J. Kuipers)
- opus 22: Winternacht, voor gemengd a capella koor (tekst E.H.Lebret)
- opus 23: Avondstemming voor gemengd koor a capella (tekst E.H. Lebret)
- opus 25: Blij lacht het leven, voor sopraan en piano
- opus 34: Duo voor viool en altviool (uitgegeven bij Donemus)
- opus 37: Ontwaak! Gij jeugd van Nederland voor gemengd koor (tekst E.H. Lebret)
- opus 38: Miniatuursymfonie (uitgegeven bij Donemus)
- opus 38: Vier gemakkelijke stukjes voor violoncel met pianobegeleiding (niet uitgegeven, tweede werk met opus 38)

- Gemeinsame Normdatei: 1024054047
- International Standard Name Identifier: 0000 0003 7697 7830
- Nederlandse Thesaurus van Auteursnamen: 245829261
- Virtual International Authority File: 253983756
- WorldCat: E39PBJxcRHRrMX6KWCtKxXFtKd